# Lauriano
Lauriano är en ort och kommun i storstadsregionen Turin, innan 2015 provinsen Turin, i regionen Piemonte, Italien. Kommunen hade 1 452 invånare (2017).